# Edgware Road Station
Denne artikel omhandler stationen på Circle, District og Hammersmith & City lines. For stationen på Bakerloo line, se Edgware Road Station (Bakerloo line). For stationen på Northern line i Edgware, se Edgware Station.
Edgware Road Station er en London Underground-station på hjørnet af Chapel Street og Cabbell Street Road i takstzone 1, der betjenes af Circle, District og Hammersmith & City lines. Den separate Edgware Road Station (Bakerloo line) er placeret ca. 150 m væk, på den modsatte side af Marylebone Road. Der har været stillet forslag om at omdøbe en af de to Edgware Road Stationer for at undgå forvirringen. Ingen af de to stationer skal forveksles med Edgware Station i Edgware i Nordlondon på Northern line.

## Historie
Stationen var en del af verdens første undergrundsbane, da den blev åbnet som en del af Metropolitan Railway mellem Paddington og Farringdon den 1. oktober 1863.
Det var stedet, hvor en af bomberne i terroangrebet på London 7. juli 2005. Mohammad Sidique Khan detonerede en bombe omkring kl. 8:50 om bord på et vestgående Circle line-tog, da det var ved at forlade stationen. Seks personer blev dræbt.

## Stationen i dag
Stationen ligger i afgravning og ikke i tunnel. Den betjener cut-and-cover-linjerne Hammersmith & City, Circle og District lines, og er den nordlige endestation for den sidstnævnte banes tog til Wimbledon Station.
Øst for stationen deler Circle og Hammersmith & City lines spor mod Baker Street. Mod vest kører alle tre baner til Paddington, men ruterne til henholdsvis Hammersmith og via High Street Kensington bliver delt til forskellige stationer i Paddington-komplekset.
Siden december 2009 har Circle line-tog standset på stationen to gange på hver tur: første gang er som gennemkørende tog fra Hammersmith mod Liverpool Street, og siden hen som endestation for samme tog, der fuldfører loopet via Victoria (eller samme tur omvendt). Der er ikke længere gennemkørende tog mellem den nordlige del af Circle line og dens vestlige del. Se Circle line#Forlængelse.
Det normale betjeningsmønster er: spor 1 for tog på det yderste spor til Kings Cross, Liverpool Street og længere, spor 2 for Circle line til High Street Kensington og Victoria, spor 3 for District line-tog til Earl's Court og Wimbledon, og spor 4 (inderste spor) for Shepherds Bush Market og Hammersmith. Dette kan variere ved forsinkelser – tog kan køre mod øst fra både spor 1, 2 og 3 og til en hvilken som helst af de vestlige destinationer fra spor 2, 3 eller 4.
Billetbomme kontrollerer adgangen til alle perroner.

## Transportforbindelser
London buslinjer 18, 27, 205 og natlinje N18.